# Klinkenberg (Teylingen)
Klinkenberg is een buurtschap in de gemeente Teylingen in de Nederlandse provincie Zuid-Holland. Het ligt tussen Sassenheim, Warmond en Voorhout.
Dorpen: Sassenheim · Voorhout · Warmond

Buurtschappen: Klinkenberg · Oosteinde · Teijlingen

Zuid-Holland: Steden en dorpen    Nederland: Provincies · Gemeenten